# Grambker See
Der Grambker See ist ein Stillgewässer im zum Bremer Stadtteil Burglesum gehörenden Ortsteil Burg-Grambke, der als Badesee genutzt wird. Entstanden ist der See durch einen Durchbruch von Hamme und Wümme durch die Bremer Düne. Der Zeitpunkt der Entstehung des Sees ist unbekannt.
Als Himmelsteich wird er aus Niederschlägen und Grundwasser gespeist. Er verfügt über einen Abfluss in ein Fleet. Der Gewässerzustand ist polytroph.
Im östlichen Bereich des Sees befindet sich ein als Sommerbad Grambker See bewirtschaftetes Naturfreibad mit einem künstlich angelegten feinkörnigen Sandstrand. Seit 1987 betreute ein örtlicher Sportverein das Seebad, kündigte den Vertrag zum Betrieb des Bades mit der Stadt jedoch 2014. Im Mai 2016 ist das Seebad durch den 1. FC Burg e. V. erneut angemietet worden und soll für den Badebetrieb wieder zur Verfügung stehen. Der Bereich des Bades wird bewacht. Der übrige Uferbereich ist parkähnlich, der See wird von Laubbäumen gesäumt. Der See wird von einer Fußgängerbrücke in der Nähe des Seebades gequert, die allerdings Ende 2021 wegen Baufälligkeit gesperrt wurde. Eine neue Brücke als Ersatz wurde aus Kostengründen abgelehnt.